# حبس قارا
سجن قارا ويشتهر باسم حبس قارا، هو معلمة تاريخية، بنيت في بداية القرن 18 خلال عهد السلطان المولى إسماعيل داخل القصبة الإسماعيلية بمدينة مكناس. السجن هو عبارة عن شبكة أقبية ودهاليز، جوار جناح السفراء بالقصر الإسماعيلي. صمم على شكل شبه مستطيل، مقسم إلى ثلاث قاعات واسعة في كل منها مجموعة من الأقواس والدعامات الضخمة، يبلغ الطول المتوسط لكل دعامة 3.46 مترا بمحيط كمتوسط 1.4 متر.  مدخل السجن عبارة عن درج يتواجد قرب قبة الخياطين في القصبة الإسماعيلية.

## التسمية
سمي السجن بحبس قارة نسبة إلى سجين برتغالي، خبير في شؤون البناء؛ كان قد تلقى وعدا من السلطان المولى إسماعيل بإطلاق سراحه إن نجح في بناء سجن ضخم يتسع لأربعين ألف معارض أو سجين أسروا في البحر جراء أنشطة الجهاد البحري بين القرنين 17 و18.
هناك رواية أخرى ترجع إلى فترة الحماية الفرنسية، التي استمرت في استعماله كسجن مخصص للمغاربة وكانت تضع رجلا أصلعا على حراسته وعرف بذلك بين أهل مكناس بحبس الأقرع والتي تحولت بالتداول إلى حبس قارا. 

## البناء
حبس قارا ليس لهُ أبواب جانبية، هو عبارة عن مبنى تحت الأرض قليل إلى منعدم الإضاءة، بفتحات عمودية من السقف، وسلم وحيد، موجود قرب قبة الخياطين، إضافة إلى مجموعة من الفتحات الضيقة التي كان يلقى فيها السجناء، وتستعمل لتزويدهم بالمؤن وإخراج القراب التي كانوا يستعملونها لقضاء حاجتهم.
من الصعب تحديد الحدود الحقيقية لحبس قارا، فهناك من يشير إلى أن شبكة السراديب تمتد على مساحة مجمل القصور الإسماعيلية والقصبة، وهناك روايات مبالغة تذهب إلى أن السراديب تتجاوز مكناس إلى مدن مغربية أخرى. قامت سلطات الحماية الفرنسية بإغلاق المنافذ المؤدية إلى السراديب نظرا لارتفاع حالات المفقودين بين المستكشفين، وبعد الاستقلال، أضيفت جدران إسمنتية إضافية حاجبة للسراديب قلصت بشكل كبير المساحة المفتوحة لحبس قارا.
حاليا، المنشأة عبارة عن ثلاث قاعات الأولى: قليلة الإضاءة عبر ثقوب في السقف، والثانية: ينفذ إليها عبر نفق في جهة الجدار الشرقي، أما الثالثة: فهي مجموعة أروقة واسعة تتخللها أقواس ضخمة ومتقاطعة.
تميل الدراسات الحديثة إلى التقليل من الامتداد المزعوم للسجن، وترجح أنه يمتد فقط تحت مساحة القصبة وتُصعب احتمال امتداده تحت القصر لاستحالة تحمل القبو لثقل الكتل العمرانية (المشكلة من أكثر من طابق) حسب تقنيات البناء المتوفرة في القرن 17.
كما يُقال إن هناك ثلاثة أنفاق تؤدي نحو فاس، وولوليس، وجبل الأطلس الأوسط. حاول فريق من المستكشفين الفرنسيين استكشاف هذا السجن، ولم يعودوا أبداً. ويُقال أيضاً أنه كان من المستحيل الهروب من السجن رغم عدم وجود أبواب أو قضبان، بسبب تصميمه المتاهوي المعقد. كان يتم إلقاء السجناء البائسين داخل السجن من خلال عدة فتحات في السقف، وكان من المستحيل عليهم الوصول إلى سقف السجن الذي يرتفع 15 متراً، مما جعل الهروب شبه مستحيل. وهناك أسطورة تقول إن السجن كان يُستخدم لاحتجاز أسرى مسيحيين تم أسرهم من قبل قراصنة السلاويين وجُلبوا إلى مكناس كعمال عبيد. وعندما يموتون خلال أعمال البناء، كانوا يُدفنون داخل الجدران التي كانوا يبنونها. تم التخلي عن السجن بعد وفاة السلطان، واستخدمت القبو لتخزين الطعام.

## تاريخ
لم يكن حبس قارا دائما مستعملا كمبنى للسجن بل استعمل لفترات كثيرة كمخزن لتخزين الحبوب والمواد الغدائية. وهناك تضارب حول النية الأولى للمولى إسماعيل في وظيفة هذا المبني من السراديب التي أمر ببنائها خلال أشغاله العمران الضخم بمدينة مكناس، والفرضية الغالبة هي أنه بني بهدف استعماله للتخزين. تميل هذه الفرضية أيضا إلى أن استعماله كسجن كان عرضيا ومؤقتا. ما يرجح هذه الفرضية هو بناء سجنين في نفس الفترة، بحي الروى وآخر للمسيحيين بقصبة قاع وردة.

وصفه عبد الرحمن بن زيدان : 
«تمر فوقه الركبان، وتجر الدواب عليه الصخور العظيمة وتسير السيارات البخارية المشحونة بالأثقال، ذات البال، آناء الليل وأطراف النهار، بل جعلت فوقه جنات، ذات أشجار وبقول وصارت تسقى بالماء كل آونة فلم يؤثر عليه شيء مما ذكر»

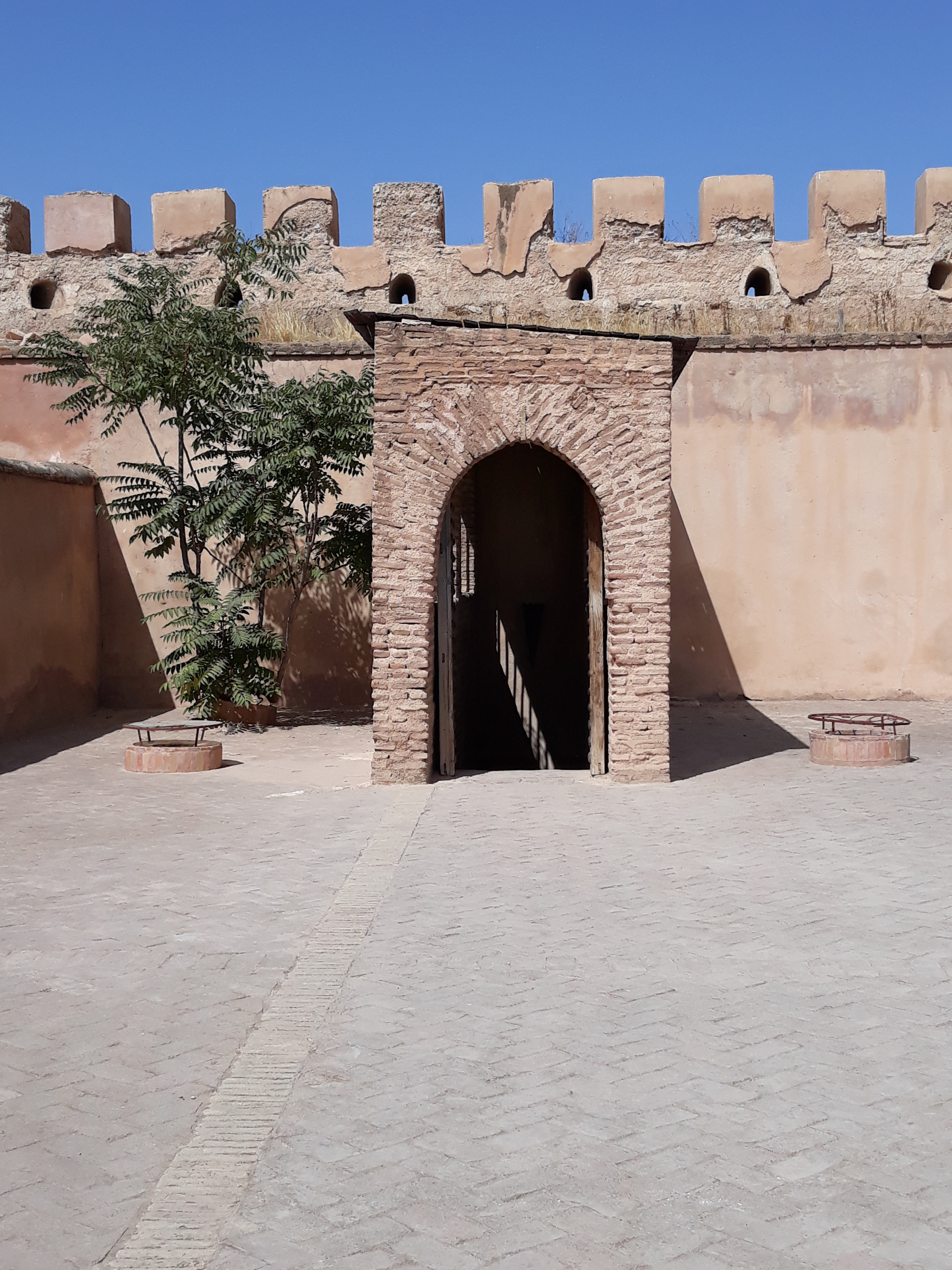
حبس قارا من الخارج

ارتبط حبس قارا كثيرا بالسجناء المسيحيين، وترجع شهرته والغرابة التي وسمت صورته لدى العامة والمؤرخين إلى كتابات الأب خوان ديل بويرطو البعثات والإرساليات التاريخية للمغرب وخصوصا الأسير جيرمان مويت في كتابه سرد لسجن السيد مويت في مملكتي فاس والمغرب، اللتان ظل فيهما إحدى عشرة سنة، و تاريخ فتوحات مولاي رشيد، ملك تافيلالت، ومولاي إسماعيل، أخيه ووارث عرشه.

## معرض الصور

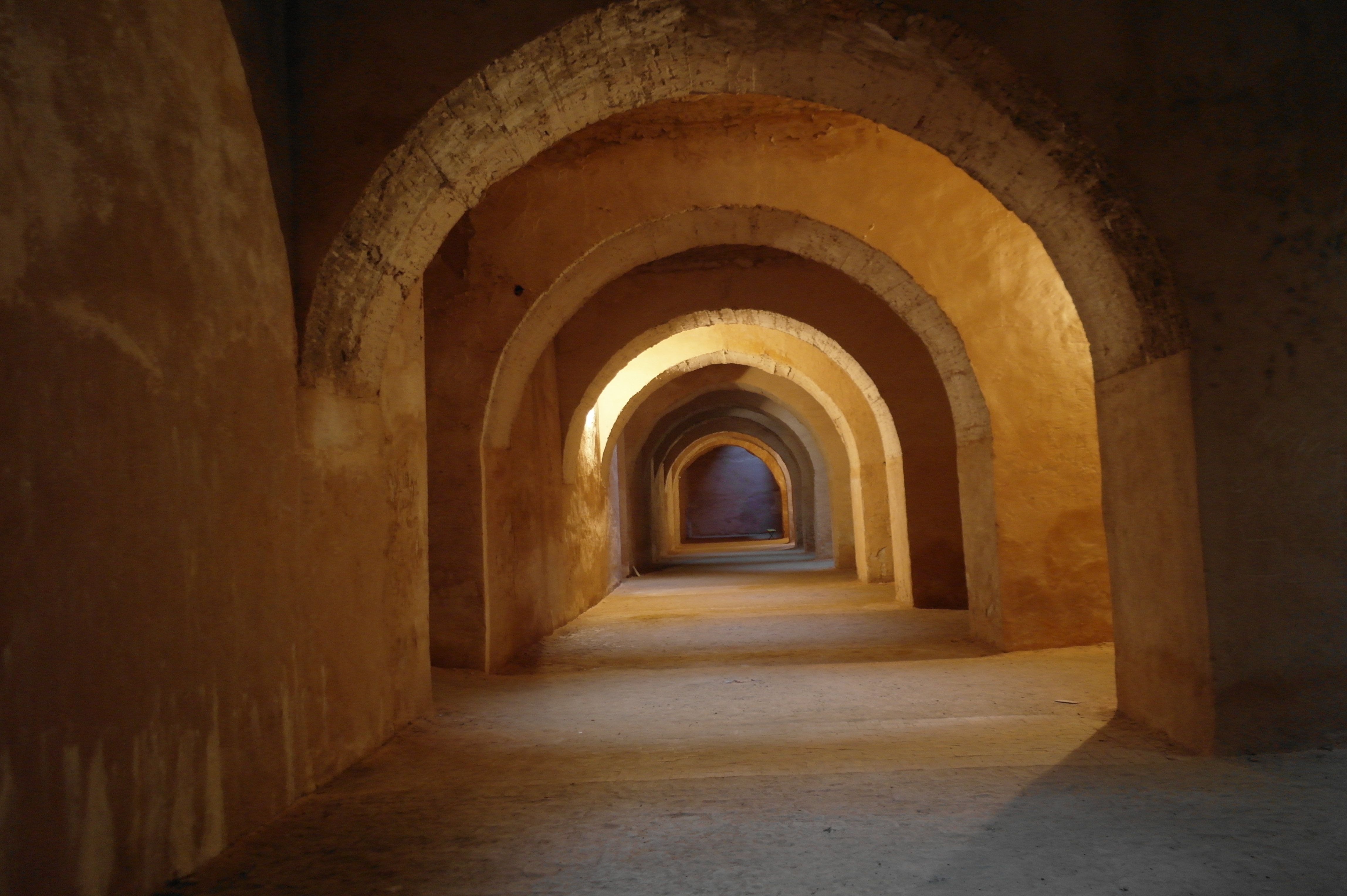
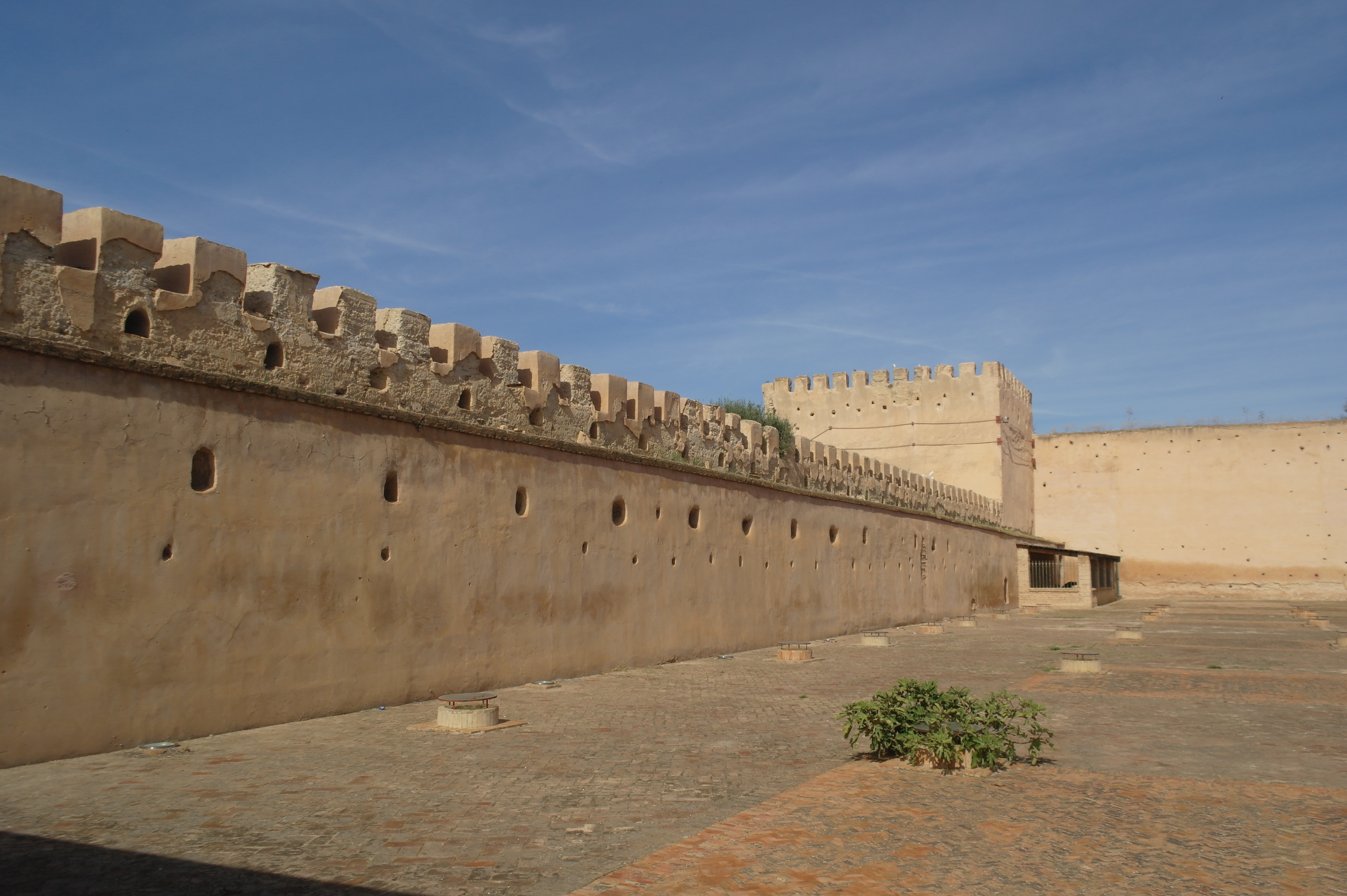
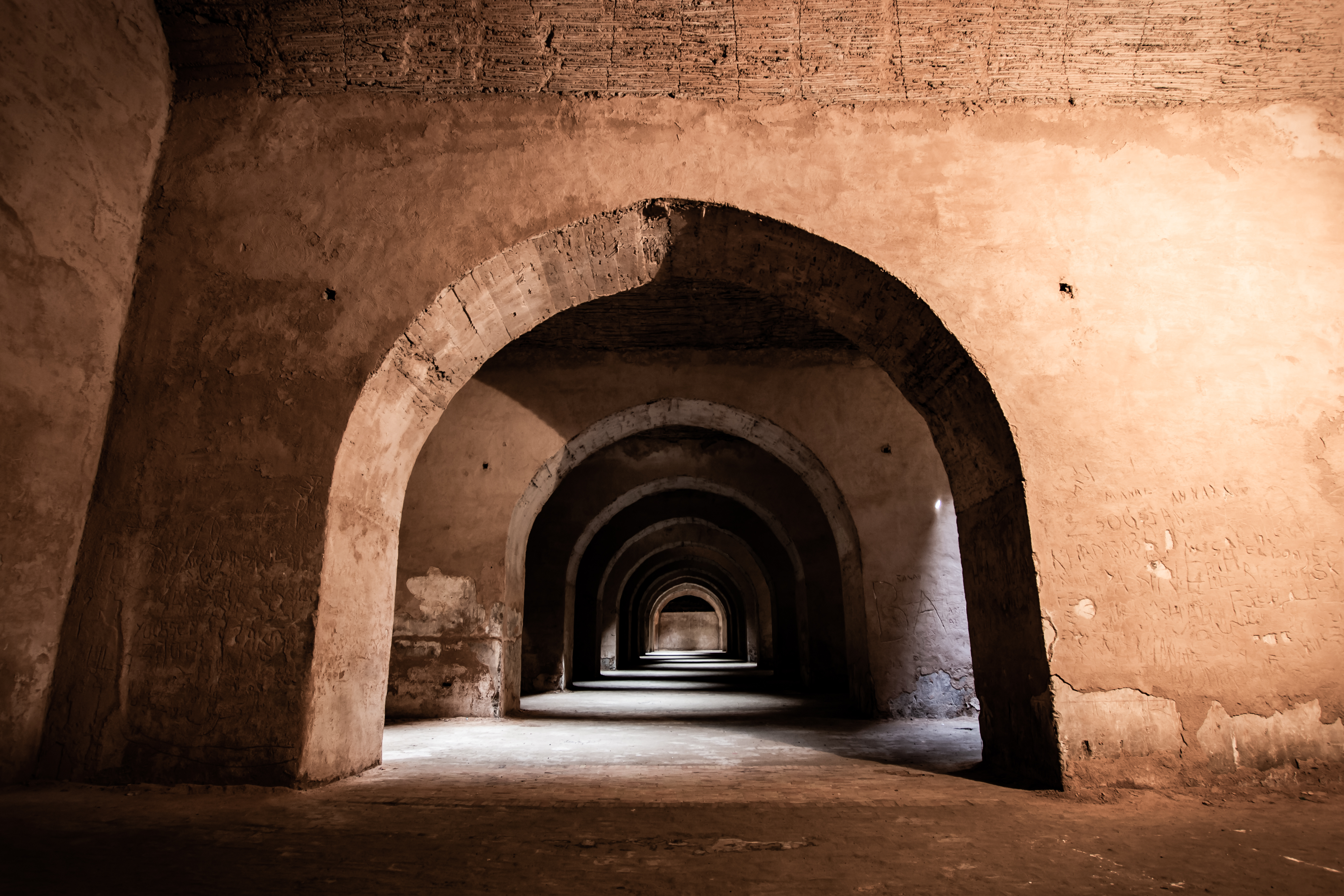
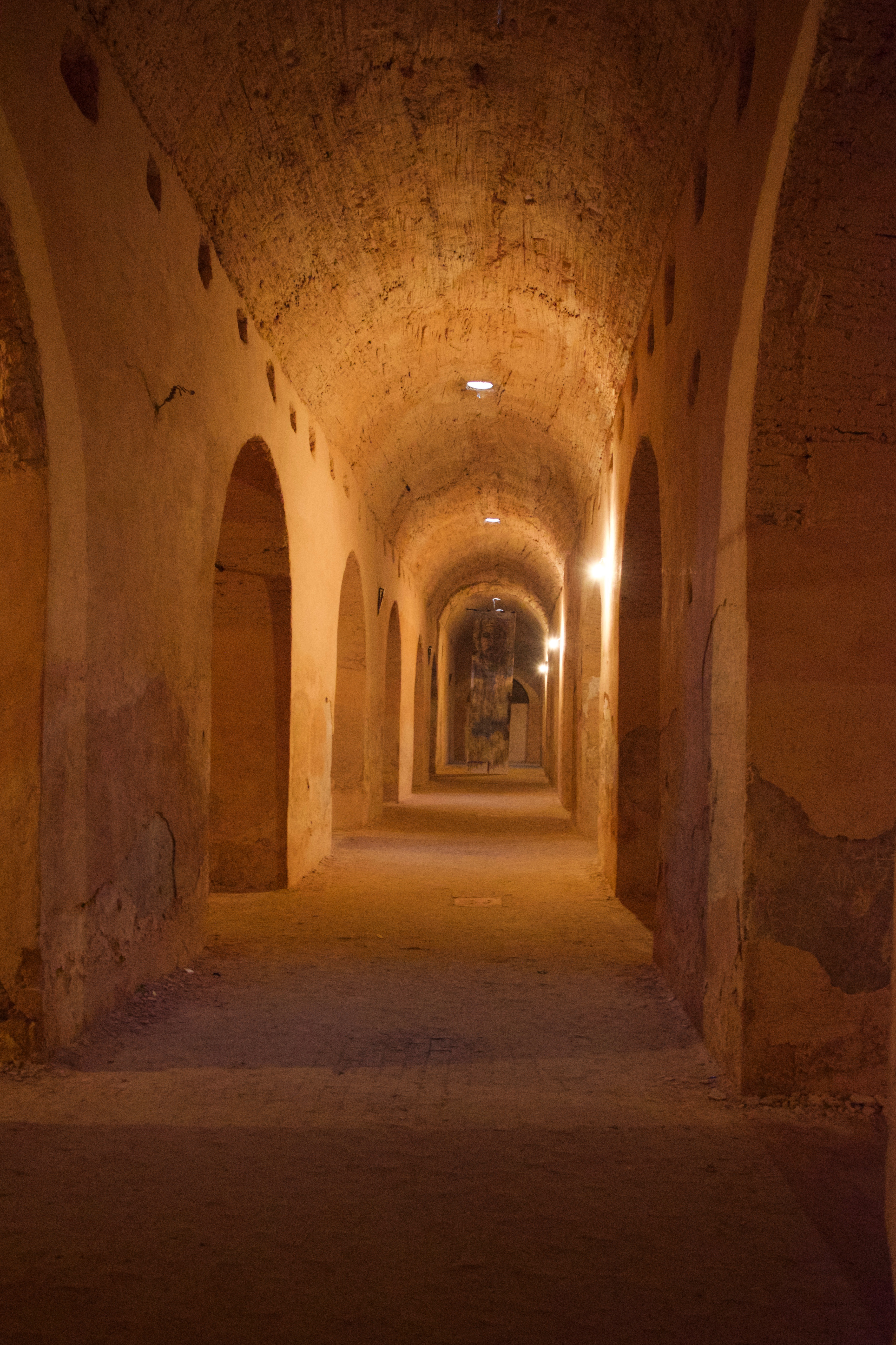